# Gravedale High
Gravedale High est une série d'animation américaine en 13 épisodes de 30 minutes, diffusée entre le 8 septembre et le 1er décembre 1990 sur NBC.
Cette série est inédite dans tous les pays francophones.

## Fiche technique
Sauf indication contraire, les informations mentionnées dans cette section peuvent être confirmées par la base de données cinématographiques IMDb,  présente dans la section « Liens externes ».
- Titre original : Gravedale High
- Réalisation : Robert Alvarez, Don Lusk, Oscar Dufau, Ray Patterson, Paul Sommer et Carl Urbano
- Scénario : Ernie Contreras, Glenn Leopold, David Kirschner, Bruce Reid Schaefer, Paul Dell, Tod Himmel, Bill Matheny, Chris Schoon, Steven Weiss
- Photographie :
- Musique : Tyrell Music Group
- Casting : Kris Zimmerman
- Montage : Gil Iverson, Pat Foley et Tim Iverson
- Décors :
- Costumes :
- Animation : Robert Alvarez, Joan Drake, Bill Hutten, Ed Love, Tony Love, Constantin Mustatea, Sam Nicholson, Joanna Romersa, Ken Southworth et Allen Wilzbach
- Producteur : Robert Dranko
  - Producteur délégué : Joseph Barbera, William Hanna, David Kirschner et Paul Sabella
  - Coproducteur : Phyllis Tucker Vinson
- Sociétés de production : Hanna-Barbera Productions et NBC Productions
- Société de distribution : NBC Enterprises
- Chaîne d'origine : NBC
- Pays d'origine :  États-Unis
- Langue originale : anglais
- Genre : Comédie, animation
- Durée : 30 minutes

## Distribution

### Acteurs principaux et secondaires
- Rick Moranis : Max Schneider
- Shari Belafonte : Blanche
- Barry Gordon : Reggie Moonshroud
- Jackie Earle Haley : Gill Waterman
- Ricki Lake : Cleofatra
- Maurice LaMarche : Sid
- Kimmy Robertson : Duzer
- Roger Rose : Vinnie Stoker
- Frank Welker : Frankentyke
- Georgia Brown : Crone
- Brock Peters : Boneyard
- Jonathan Winters : Coach Cadaver

### Invités
- Tim Curry : M. Tutner
- Eileen Brennan : Miss Dirge
- Sandra Gould : Miss Webner
- William Woodson : Juge Killjoy
- Charles Adler
- Lewis Arquette : Dr Jekyll et M. Hyde
- Susan Blu
- Sorrell Booke : Big Daddy
- Pat Buttram
- Ruth Buzzi : Miss Fresno
- Hamilton Camp : Tucker
- Dena Dietrich
- Joan Gerber
- Phil Hartman : Billy Headstone
- Mitzi McCall : Miss Burns
- Edie McClurg
- Howard Morris
- Robert Ridgely
- Richard Sanders : Ben Franklin
- Russi Taylor
- Betty Jean Ward

## Épisodes
1. Long Day's Gurney Into Night
2. Do the Rad Thing
3. Cleo's Pen Pal
4. Monster Gumbo
5. The Dress-Up Mess-Up
6. The Grave Intruder
7. Fear of Flying
8. He Ain't Scary, He's My Brother
9. Frankenjockey
10. Save Our School
11. Night of the Living Dad
12. Goodbye Gravedale
13. Monster on Trial